# Smashing Magazine
Smashing Magazine — веб-сайт и издатель бумажных и электронных книг, который предлагает редакционный контент и профессиональные ресурсы для веб-разработчиков и веб-дизайнеров.
Был основан в 2006 году Свеном Ленарцом и Виталием Фридманом в составе Smashing Media AG (с 2009 года).
Посещаемость ресурса составляет 5,8 млн в месяц (февраль, 2017).
С 2012 года проводятся конференции по веб-дизайну в Европе и Северной Америке, известные как Smashing Conference.

## Книги
- The Smashing Book. 1. 2009, ISBN 978-3-943075-06-9.
- The Smashing Book. 2. 2009, ISBN 978-3-943075-22-9.
- The Smashing Book. 3. 2009, ISBN 978-3-943075-29-8.
- The Smashing Book. 3 1/3. 2009, ISBN 978-3-943075-30-4.
- The Smashing Book. 4. 2013, ISBN 978-3-944540-57-3.
- The Smashing Book. 5. 2015, ISBN 978-3-945749-21-0.

## Награды
В 2008, 2009 и 2010 году сайт был признан лучшим .net Awards в категории Blog of the year.
А в 2010 году получил награду Shorty Awards как Best in Design.